# Get Free (canción de Major Lazer)
«Get Free» es una canción realizada por el proyecto musical Major Lazer. Fue lanzado el 18 de mayo de 2012 como el primer sencillo desprendido de su segundo álbum Free the Universe, editado en 2013. Cuenta con la colaboración de la cantante estadounidense Amber Coffman, quien supo integrar bandas como Sleeping People y Dirty Projectors.

## Video musical
El video oficial fue dirigido por SoMe, y estrenado el 23 de agosto de 2012. Fue rodada en Kingston, Jamaica, en el que lleva al espectador a un viaje por la cultura jamaicana. Coffman y Diplo hacen un cameo en el mismo.

## Lista de canciones
| Descarga digital |                                         |          |  |
| N.º              | Título                                  | Duración |  |
| 1.               | «Get Free»                              | 4:51     |  |
| 2.               | «Get Free» (Bonde Do Role Remix)        | 3:43     |  |
| 3.               | «Get Free» (Andy C Remix)               | 5:21     |  |
| 4.               | «Get Free» (J-art & Matthew Adda Remix) | 5:34     |  |
| 5.               | «Get Free» (Avicii Edit)                | 3:12     |  |

## Posicionamiento en listas y certificaciones
| Lista (2012–13)                           | Mejor posición |
| ----------------------------------------- | -------------- |
| Alemania (Media Control AG)               | 73             |
| Australia (ARIA)                          | 39             |
| Bélgica (Flandes) (Ultratop 50)           | 3              |
| Bélgica (Valonia) (Ultratop 50)           | 17             |
| Dinamarca (Tracklisten)                   | 29             |
| Francia (SNEP)                            | 59             |
| Países Bajos (Dutch Top 40)               | 8              |
| Reino Unido (The Official Charts Company) | 56             |
| Reino Unido (UK Dance Chart)              | 13             |
| Rumania (Romanian Top 100)                | 4              |

| País    | Organismo certificador | Certificación | Ventas | Ref.   |
| ------- | ---------------------- | ------------- | ------ | ------ |
| Bélgica | BEA                    | Disco de Oro  | 15 000 | [ 14 ] |